# Туратка
Туратка (баш. Турат) (в верховье Бака, Капыкабак) — река в России, протекает по границе Оренбургской области и Башкирии, затем по Башкирии. Устье реки находится в 76 км по правому берегу реки Таналык. Длина реки составляет 37 км.

## Притоки
- 19 км: Кульберда
- 26 км: Бака

## Данные водного реестра
По данным государственного водного реестра России относится к Уральскому бассейновому округу, водохозяйственный участок реки — Урал от Магнитогорского гидроузла до Ириклинского гидроузла, речной подбассейн реки — подбассейн отсутствует. Речной бассейн реки — Урал (российская часть бассейна).
Код объекта в государственном водном реестре — 12010000312112200002882.